# Madicken

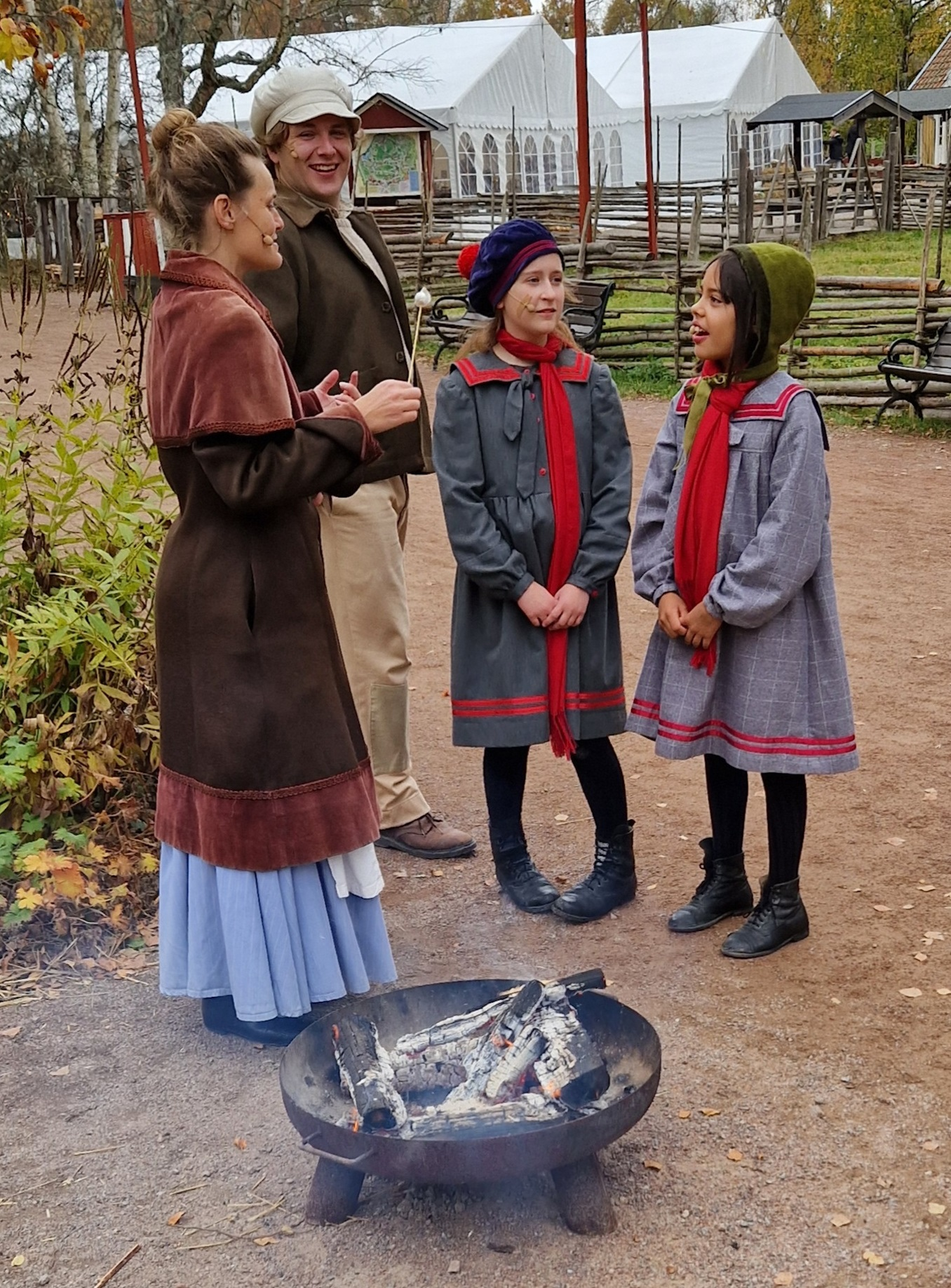
Pigan Alva, Abbe Nilsson, Madicken och Lisabet på Astrid Lindgrens värld i Vimmerby.

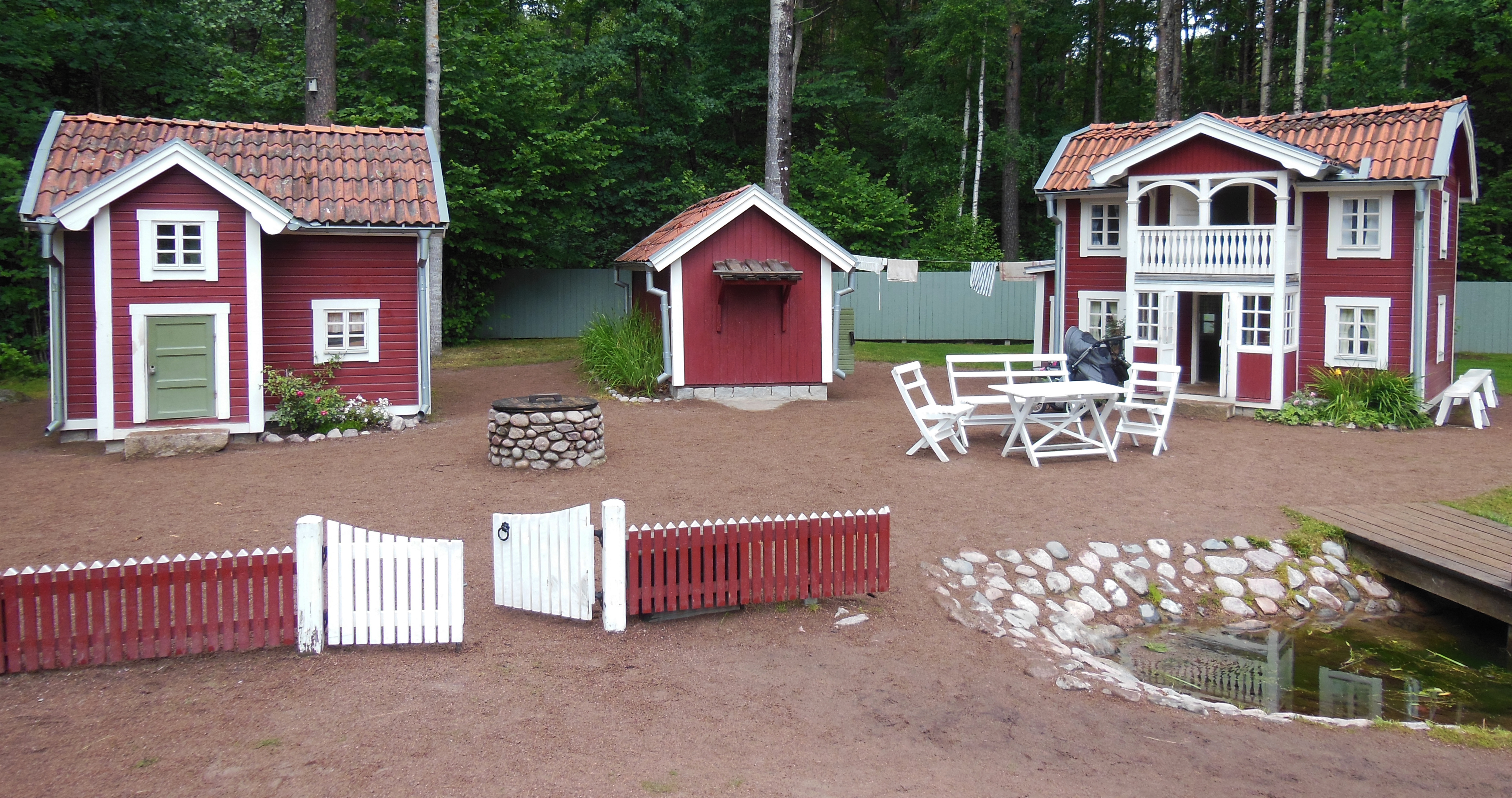
En miniatyr av Madickens Junibacken på Astrid Lindgrens värld.

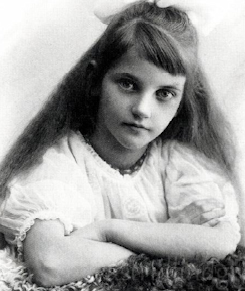
Anne-Marie Ingeström var förebild till Madicken. Bilden är tagen runt 1913-1914.

Madicken, egentligen Margareta Engström, är en litterär flicka, och huvudpersonen i Astrid Lindgrens barnbokserie med samma namn. Hon befinner sig under berättelsernas gång i sju-åttaårsåldern, och bor i fastigheten Junibacken i Sverige, alldeles intill en å tillsammans med sin femåriga lillasyster Lisabet, mamma Kajsa, pappa Jonas och den inneboende tjänsteflickan Alva.
Madicken porträtteras ofta i ett särskilt sorts förkläde, ett förkläde som därefter blivit känt som madickenförkläde.
I bokserien används ordet pilutta vilket förekommer i "Piluttavisan".

## Förebild
Madicken är baserad på en person som funnits i verkligheten, Anne-Marie Ingeström (gift Fries) född och uppvuxen i Vimmerby och barndomskamrat med Astrid Lindgren. Hennes far var bankdirektör och de bodde i en stor vit stenvilla. Trots att Astrid Lindgren var ifrån en bondfamilj blev de snabbt bästa vänner. Först efter Anne-Maries död i december 1991 avslöjade Astrid Lindgren Madickens egentliga förebild.

## Personbeskrivning
Huvudartiklar: Madicken (bok)#Detaljerat referat och Madicken och Junibackens Pims#Detaljerat referat
Margareta "Madicken" Engström bor på Junibacken tillsammans med sina föräldrar, yngre systern Lisabet och husjungfrun Alva. Pappa Jonas är redaktör på tidningen Arbetets Härold, och beskrevs av sin granne som herrskapssocialist men har också beskrivs som socialliberal. Mamma Kajsa är betydligt förnämare av sig, och tål till exempel inte att barnen säger fula ord. Hon är också lite "överklassigt klen", och ligger till sängs ibland. Men även hon kan vara radikal ibland, till exempel när hon låter hembiträdet Alva följa med på borgmästarinnans förnäma bal.
Lisabet, som egentligen heter Elisabet, var från början den snälla systern, medan Madicken var den vilda – senare byter systrarna i det närmaste roller i detta hänseende. Alva tycker mycket om Madicken och Lisabet, och fungerar närmast som en storasyster för dem; hon är den fasta punkten i hushållet. Hon har ingen fästman, men svärmar lite för sotaren, som dock redan är gift och har barn. Det finns även en kvinna, Linus-Ida, som kommer och hjälper till med tvätt och städning. Hon har nästan blivit en del av familjen hon också, fast hon inte bor på Junibacken då hon även städar och tvättar åt andra. Hon är troende kristen, och berättar gärna historier ur Bibeln och sjunger sånger och spelar gitarr för Madicken och Lisabet.
Som grannar har de den fattiga familjen Nilsson, där Madicken tillbringar mycket tid, kanske för att hon är lite förälskad i familjens 15-årige son Abbe. Farbror Emil P. Nilsson är alkoholiserad och gör inte mycket mer än tömmer glaset. Tant Emma Nilsson tjänar pengar genom att sälja kringlor på torget. Det blir Abbe, som får stå hemma och baka de flesta kringlorna, men egentligen drömmer han om att bli pilot eller sjöman. Nilssons gård heter "Lugnet".
Två andra viktiga figurer är de fattiga systrarna Mia och Mattis. De bor på samma gata som Linus-Ida. Mia är en av Madickens klasskamrater, och troligen kommer också Lisabet och Mattis att bli klasskamrater i framtiden. I början är Madicken och Lisabet ovänner med Mia och Mattis, men till slut blir de vänner.

## Böcker
- Madicken (1960)[5]
- Madicken och Junibackens Pims (1976)[6]
- Titta Madicken, det snöar! (1983) (bilderbok)
- Allas vår Madicken (1983) (samlingsvolym)
- När Lisabet pillade in en ärta i näsan (1991) (novell)
- Jullov är ett bra påhitt, sa Madicken (1993) (novell)

## Filmatiseringar
Bokserien filmatiserades 1979. TV-serien Madicken, i regi av Göran Graffman, hade till en början sex avsnitt, som premiärsändes i SVT 1 varje lördag mellan 6 oktober och 10 november. Den 14 december hade långfilmen Du är inte klok, Madicken biopremiär.
Fyra av de sex avsnitten i TV-seriens förta säsong blev omklippta till en långfilm, Madicken på Junibacken, som hade biopremiär den 18 oktober 1980.
Den första biofilmen klipptes i sin tur om till fyra TV-avsnitt, som sändes i SVT 1 våren 1983 (de hade dessförinnan visats i Västtyskland i ZDF julen 1980). Detta utökade TV-serien till totalt tio avsnitt uppdelade i två säsonger.

### Unga Astrid
Madicken finns även med i filmen Unga Astrid från 2018 som handlar om Astrid Lindgrens tid som ung. Madicken, där spelad av Sofia Karemyr, dyker då upp som en vän till Astrid.